# Fils de Gorbonian
Le Fils de  Gorbonian est un roi légendaire anonyme de l'île de Bretagne (actuelle Grande-Bretagne), dont l’« histoire » est rapportée par Geoffroy de Monmouth dans son Historia regum Britanniae (vers 1135).

## Contexte
Geoffroy de Monmouth présente ce souverain comme le fils de Gorbonian (Gorbonianus ou Gorhbonianus) mais n'indique jamais son nom dans son œuvre. Selon lui: « Un fils de Gorbonian succéda à Elidur a la fin de son 3e règne : son intelligence et sa sagesse rappelaient son oncle. Rejetant la tyrannie, il agissait avec justice et compassion envers son peuple et jamais il ne dévia du droit chemin ». Son cousin, Marganus, le fils d'Arthgallo lui succède.
Toutefois le texte du MS.1125 (c.1300) du  Trinity College de Cambridge édité par Edmond Faral  le désigne sous le nom de « Regin »: « Suscepit Regin Gorboniani filius diadema regni » c'est ce nom qui est retenu par Peter Bartrum Par ailleurs le Brut y Brenhinedd le dénomme lui « Rhys ap Gorbonion » bien que l'équivalent gallois de Regin soit Rhain. Un autre Regin, l'un des 20 fils d'Ebraucus, mentionnés dans l' Historia regum Britanniae  se transforme également en Rhys dans le Brut y Brenhinedd
Matthew Paris dans sa  Chronica Majora, écrit « Regin Gorboniani filius », mais ses éditeurs estiment que le nom est une déformation du  regni . Il semble que les premiers traducteurs en anglais, utilisant l'idiome de leur époque, écrivaient  After Elidurus, Gorbonian's son  signifiant le fils de Gorbonian. Mais cette phrase fut interprétée par les chroniqueur postérieurs comme Après Elidurus vint son fils Gorbonian.
Nous trouvons également Gorbonian II comme fils et successeur d'Elidurus chez Pierre de Langtoft (c.1300), comme chez Richard Grafton (1569). Par ailleurs John Hardyng  (c.1465) dans sa Chronique le nomme Gorbonian that was Gorbonian his soonne. Enfin dans le  Brut de Layamon composé par Layamon au XIIIe siècle il est nommé Lador, mais ne règne que peu de temps.

## Sources
- Geoffroy de Monmouth Histoire des rois de Bretagne, traduit et commenté par Laurence Mathey-Maille, Édition Les belles lettres, coll. « La roue à livres », Paris, 2004,  (ISBN 2-251-33917-5)
- (en) Peter Bartrum, A Welsh classical dictionary: people in history and legend up to about A.D. 1000, Aberystwyth, National Library of Wales, 1993 (ISBN 9780907158738), p. 629 REGIN son of GORBONIANUS. (Fictitious). (197-195 B.C.)